# Xã Langberg, Quận Bowman, Bắc Dakota
Xã Langberg (tiếng Anh: Langberg Township) là một xã thuộc quận Bowman, tiểu bang Bắc Dakota, Hoa Kỳ. Năm 2010, dân số của xã này là 16 người.